# Stenzel
Stenzel ist ein deutscher Familienname.

## Namensträger
- Abraham Nochem Stenzel (1897–1983), polnisch-britischer Dichter in jiddischer Sprache
- Alfred Stenzel (1832–1906), deutscher Marineoffizier
- Alois Stenzel (1917–2013), deutscher römisch-katholischer Theologe
- Caesar Stenzel (um 1828–1890), Stadtbaurat in Posen und Landbaumeister in Schlesien
- Armgard Stenzel (* 1937), deutsche Schmuckgestalterin
- Erhard Stenzel (1925–2021), deutscher Résistancekämpfer
- Erwin Stenzel (1921–2017), deutscher Neurologe und Epileptologe
- Fabian Stenzel (* 1986), deutscher Fußballspieler
- Gerhard Stenzel (1914–2005), österreichischer Schriftsteller
- Gustav Adolf Harald Stenzel (1792–1854), deutscher Historiker
- Hans-Christof Stenzel (1935–2019), deutscher Filmregisseur und Drehbuchautor
- Hans Joachim Stenzel (1923–1999), deutscher Karikaturist
- Hans-Jürgen Stenzel (* 1931), deutscher Fußballspieler und -trainer
- Hartmut Stenzel (* 1949), deutscher Romanist
- Hugo Stenzel (1901–1964), deutscher Journalist und Verleger
- Jamie Lou Stenzel (* 2002), deutsche Sängerin, siehe Au/Ra
- Janin Stenzel (* 1983), deutsche Schauspielerin, Synchronsprecherin und Hörbuchsprecherin
- Johann Jacob Stenzel († 1726), sächsisch-polnischer Rat und Resident in Danzig
- Julia Stenzel (* 1978), deutsche Theaterwissenschaftlerin und Hochschullehrerin
- Julius Stenzel (1883–1935), deutscher klassischer Philologe und Philosoph
- Jürgen Stenzel (* 1962), deutscher Geisteswissenschaftler der Philosophie und Germanistik
- Karl Stenzel (Archivar) (1889–1947), deutscher Historiker und Archivar
- Karl Stenzel (Widerstandskämpfer) (1915–2012), deutscher Widerstandskämpfer
- Karl Gustav Wilhelm Stenzel (1826–1905), deutscher Botaniker
- Klaus-Dieter Stenzel (* 1950), deutscher Fußballschiedsrichter
- Kurt Stenzel (Journalist) (1938–2012), deutscher Fernsehjournalist
- Kurt Stenzel (1962–2024), deutscher Langstreckenläufer
- Manfred Stenzel (1939–2023), deutscher Schmuckgestalter
- Marcel Stenzel (* 1992), deutscher Fußballspieler
- Markus Stenzel (* 2002), österreichischer Fußballspieler
- Martin Stenzel (* 1946), deutscher Bahnradsportler
- Meinrad Stenzel (1904–1958), katholischer Theologe
- Monika Stenzel (* 1949), deutsche Schauspielerin
- Nikola Stenzel (* 1981), deutsche Psychologin
- Otto Stenzel (1903–1989), deutscher Musiker, Filmkomponist und Bandleader
- Pascal Stenzel (* 1996), deutscher Fußballspieler
- Paul Stenzel (1901–1966), deutscher Gewerkschafter und Politiker (SPD)
- Reinhardt Stenzel (* 1948), deutscher Autorennfahrer
- Richard Stenzel (* 2005), deutscher Nordischer Kombinierer
- Roswitha Stenzel (* 1959), deutsche Rennrodlerin
- Rudolf Stenzel (* 1960), deutscher Fußballspieler
- Rüdiger Stenzel (* 1968), deutscher Leichtathlet
- Torsten Stenzel (* 1971), deutscher Musikproduzent
- Ursula Stenzel (* 1945), österreichische Journalistin und Politikerin
- Vincent-Louis Stenzel (* 1996), deutscher Fußballspieler
- Vlado Stenzel (* 1934), Handballtrainer
- Werner Stenzel (1943–2021), österreichischer Diplomat und Altamerikanist
- Wolf-Rüdiger Stenzel (* 1947), deutscher Veterinärmediziner und Lebensmittelchemiker